# Preparando-se para um Baile de Vestidos Chiques
Preparando-se para um Baile de Vestidos Chiques, ou The Misses Williams-Wynn,é uma pintura a óleo sobre tela do artista inglês William Etty, datada de 1833. Encontra-se na York Art Gallery, da cidade de York, Inglaterra
Embora, na altura da composição desta obra, Etty ser conhecido quase em exclusivo pelas suas pinturas sobre história, incluindo figuras nuas, foi contratado em 1833 pelo político conservador galês Charles Watkin Williams-Wynn para pintar um retrato de duas das suas filhas. Esta pintura mostra Charlotte e Mary, num luxuoso traje de estilo italiano: Charlotte, a mais velha, está de pé, ajudando Mary, sentada, a arranjar o seu cabelo com uma fita e uma rosa. Etty dedidou muito tempo e esforço nesta pintura, demorando mais tempo a elaborá-la relativamente a outras.
A pinturas foi terminada para ser exibida na exposição de Verão de 1835 da Academia Real. De uma forma geral, foi bem recebida, mesmo pelos críticos mais hostis às obras de Etty. Preparando-se para um Baile de Vestidos Chiques prova que Etty era, em simultâneo, capaz de pinturas de alta-qualidade e de merecer a patronagem da elite inglesa, o que lhe fez receber mais encomendas. Este trabalho permaneceu na colecção dos descendentes de Mary Williams-Wynn e, para além de uma exposição retrospectiva de 1849, esteve guardada durante 160 anos. Um coleccionador privado adquiriu a pintura à família Williams-Wynn em 1982, onde esteve até à sua compra em 2009 pela York Art Gallery.